# Jacques-Nicolas Lemmens
Jacques-Nicolas Lemmens, född den 3 januari 1823, död den 30 januari 1881, var en belgisk orgelvirtuos.
Lemmens var lärjunge av Fétis och Girschner vid Bryssels konservatorium och senare (1846) av Hesse i Breslau.  Han blev 1849 professor vid konservatoriet i Bryssel. År 1879 öppnade han i Mechelen en ansedd skola för organister. Lemmens skrev ett stort antal berömda kompositioner för orgel, en på flera ställen använd École d’orgue samt andra tonstycken. Han invaldes 1870 som utländsk ledamot av Kungliga Musikaliska Akademien.